# JR新宿未來塔
JR新宿未來塔（日语：JR新宿ミライナタワー）是位於日本東京新宿站旁的商業大樓，坐落於東京都的新宿區新宿四丁目及澀谷區千駄谷五丁目交界處。該大樓修建在新宿站舊新南口車站用地和鐵路路線上的人工地盤，內有辦公樓、商業設施、文化等設施，開業於2016年3月25日。JR新宿未來塔最初的修建目的之一是解決甲州街道跨線橋老化的問題。

## 外部連結
- NEWoMan - 官方网站
- LUMINE 0 - 官方网站
- 駅ビルポータルサイト「駅パラ」 - 官方网站